# Croton tonantinensis
Croton tonantinensis är en törelväxtart som beskrevs av Eugene Jablonszky. Croton tonantinensis ingår i släktet Croton och familjen törelväxter. Inga underarter finns listade i Catalogue of Life.